# ローザ・サルバヘ
『ローザ・サルバヘ』（スペイン語: Rosa salvaje）は、メキシコのテレノベラ。カナル・デ・ラス・エストレージャスで1987年7月6日から1988年4月8日まで放送された。

## 登場人物

### 主要キャラクター
ローザ・ガルシア
演 - ベロニカ・カストロ
リカルド・リナレス / ロジェリオ・リナレス
演 - ギレルモ・カペティージョ

### その他
ドゥルチーナ・リナレス
演 - ラウラ・サパタ
カンジダ・リナレス
演 - リリアナ・アブド
フェデリコ・ロブレス
演 - クラウディオ・バエス
セバスティアン
演 - アルマンド・カルボ
フェリパ・ゴンサレス
演 - ホセフィーナ・エスコベド
トーマス・ゴンザレス
演 - マグダ・グスマン
リゴベルト・カマチョ・サンチェス
演 - アレハンドロ・ランデロ
エルリンダ・ゴンザレス
演 - マリアナ・レヴィ
ポーレット・モンテロ・デ・メンディサバル
演 - イルマ・ロサーノ
パブロ・メンディサバル
演 - アルベルト・マヤゴイティア
エドゥヴィゲス
演 - グロリア・モレル
カリダッド
演 - ベアトリス・オルネラス

## 受賞
| 年   | 映画賞 | 賞               | 対象               | 結果       |
| ---- | ------ | ---------------- | ------------------ | ---------- |
| 2020 | TLN賞  | 好きなテレノベラ | ローザ・サルバヘ   | 受賞       |
| 2020 | TLN賞  | 主人公賞         | ベロニカ・カストロ | 受賞       |
| 2020 | TLN賞  | アンタゴニスト賞 | ラウラ・サパタ     | ノミネート |